# Nevada, Missouri
Nevada, Missouri (pronunție în engleză [nəveɪdə]) este un oraș din Comitatul Vernon, Missouri, Statele Unite ale Americii. Populația sa era de 8.607 locuitori, conform recensământului din anul 2000. Nevada este sediul comitatului Vernon.
În orașul Nevada se găsește un colegiu doar pentru femei numit Cottey College, operat de o organizație dedicată promovării educației pentru femei P.E.O. Sisterhood. În oraș își are sediul și o echipă semi-profesionistă de baseball, Nevada Griffons, care activează în divizia Jayhawk League.

## Originea numelui

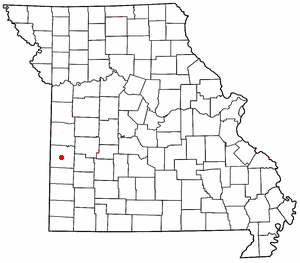
Location of Nevada, Missouri

Înainte de încorporarea sa din 1855, zona a oscilat între a fi numită Fair View și Hog-Eye. Cel de-al doilea nume a fost considerat foarte familial iar cel dintăi fusese deja atribuit unei mici localități și a unei unități de poștă din statul Missouri, Fairview. În final, localitatea a fost numită după localitatea Nevada City, din statul California, de către DeWitt C. Hunter, secretarul comitatului, ca urmare a călătoriilor sale prin California din timpul goanei după aur californiene din 1849.  A se remarca că statul Nevada a fost fondat în 1864.
Pronunția numelui orașului diferă de cea a statului, prima literă a fiind pronunțată lung, precum în cuvântul hay (fân), producând următoarea reprezentare grafică "nuh-VAY-dah".

## Geografie
Localitatea Nevada se găsește la coordonatele 37°50′27″N 94°21′20″V / 37.84083°N 94.35556°V (37.840930, -94.355576)GR1.
Conform United States Census Bureau, orașul are o suprafață de 23,3 km² (sau 9.0 mi²), dintre care 23,1 km² (8.9 mi²) reprezintă uscat și 0,2 km² (0.1 mi²) din aceasta (sau 0.67%) este apă.

## Clima
| Date climatice pentru Nevada, Missouri | Date climatice pentru Nevada, Missouri | Date climatice pentru Nevada, Missouri | Date climatice pentru Nevada, Missouri | Date climatice pentru Nevada, Missouri | Date climatice pentru Nevada, Missouri | Date climatice pentru Nevada, Missouri | Date climatice pentru Nevada, Missouri | Date climatice pentru Nevada, Missouri | Date climatice pentru Nevada, Missouri | Date climatice pentru Nevada, Missouri | Date climatice pentru Nevada, Missouri | Date climatice pentru Nevada, Missouri | Date climatice pentru Nevada, Missouri |
| Luna                                   | Ian                                    | Feb                                    | Mar                                    | Apr                                    | Mai                                    | Iun                                    | Iul                                    | Aug                                    | Sep                                    | Oct                                    | Nov                                    | Dec                                    | Anual                                  |
| -------------------------------------- | -------------------------------------- | -------------------------------------- | -------------------------------------- | -------------------------------------- | -------------------------------------- | -------------------------------------- | -------------------------------------- | -------------------------------------- | -------------------------------------- | -------------------------------------- | -------------------------------------- | -------------------------------------- | -------------------------------------- |
| Maxima medie °F (°C)                   | 40 (4)                                 | 46 (8)                                 | 57 (14)                                | 67 (19)                                | 76 (24)                                | 85 (29)                                | 90 (32)                                | 89 (32)                                | 81 (27)                                | 71 (22)                                | 55 (13)                                | 44 (7)                                 | 67 (19,3)                              |
| Minima medie °F (°C)                   | 19 (−7)                                | 25 (−4)                                | 35 (2)                                 | 44 (7)                                 | 54 (12)                                | 64 (18)                                | 68 (20)                                | 66 (19)                                | 58 (14)                                | 47 (8)                                 | 35 (2)                                 | 25 (−4)                                | 45 (7,2)                               |
| Precipitații inches (mm)               | 1.65 (41.9)                            | 2.01 (51.1)                            | 3.66 (93)                              | 4.29 (109)                             | 5.28 (134.1)                           | 5.63 (143)                             | 3.98 (101.1)                           | 3.98 (101.1)                           | 4.21 (106.9)                           | 4.17 (105.9)                           | 3.58 (90.9)                            | 2.32 (58.9)                            | 44,76 (1.136,9)                        |
| Sursă:                                 |                                        |                                        |                                        |                                        |                                        |                                        |                                        |                                        |                                        |                                        |                                        |                                        |                                        |

## Nativi notabili
- Eva Bowring – Senator al Senatului Staelor Unite de  Nebraska
- Forrest DeBernardi – membru al muzeului Basketball Hall of Fame
- John Huston – actor, producător și regizor de film
- Brett Merriman – fort jucător de baseball
- Bill Phelps – fost guvernator adjunct (în engleză, lieutenant governor) al statului Missouri
- Joshua Person – personaj principal din Generation Kill, mini serii produse și difuzate de canalul de televiziune american HBO